# Lightworks
Lightworks ist ein professionelles Videoschnittprogramm, das für Schnitt und Mastering von Kinofilmen in 2K und 4K wie auch von Fernsehproduktionen in PAL, NTSC und HD in 2D und 3D genutzt wird. Lightworks ist einer der Pioniere für computerbasierenden Filmschnitt und wird bereits seit 1989 entwickelt. Zahlreiche international bekannte und oskarpreisgekrönte Spielfilme, unter anderem Martin Scorseses Departed, Mission: Impossible, Shutter Island, Pulp Fiction, Braveheart oder Batman wurden auf Lightworks geschnitten. Das kommerziell erhältliche Programm sollte laut Ankündigung des Herstellers am 29. November 2011 als Open Source freigegeben werden, kurz vor der geplanten Veröffentlichung wurde dieses Vorhaben jedoch auf unbestimmte Zeit vertagt. Lightworks ist in einer in den Exportmöglichkeiten stark beschränkten, kostenlosen Free und kostenpflichtigen Create und Pro Versionen für Windows, macOS und Linux verfügbar.

## Geschichte
Die Entwicklung von Lightworks begann um 1988/1989 in England. Das Design der Software wurde von Filmeditoren entworfen und von Programmierern umgesetzt. Dieser Ansatz unterschied das Schnittsystem von anderen Pionieren des nonlinearen Videoschnittes wie Adobe oder Avid, die damals weitgehend von Programmierern und Technikern entworfen wurden, und resultierte unter anderem darin, dass das Bedienkonzept von Lightworks sich bis heute stärker bei den klassischen Filmschnittmethoden wie dem Steenbeck-Schneidetisch anlehnt, als den bei computertypischen Methoden wie Dateidialoge.
Von Anfang an unterstützte das System auch speziell entworfene Hardwarecontroller und Bedienfelder, die klassischen Bedienpulten von Schnitttischen und Fernsehmischern nachempfunden sind und somit im Vergleich zur alleinigen Nutzung von Maus und Tastatur die Arbeit mit dem System beschleunigen. Diese Ergänzungen sind jedoch bis heute optional.
In den 1990er Jahren fand das System schnell Verbreitung, insbesondere bei der Produktion von amerikanischen und englischen Spielfilmen mit sehr hohen Etats. Durch zahlreiche Aspekte, darunter dem sehr hohen Kaufpreis, hatte Lightworks außerhalb von Hollywood und der Kinoproduktion jedoch erheblich weniger Verbreitung als die erfolgreichsten Mitanbieter, die ihre Produkte sehr viel stärker auf den technisch erheblich weniger anspruchsvollen und zugleich größeren TV-Markt fokussierten.
1994 wurde Lightworks von Tektronix erworben, einem Anbieter von ebenfalls sehr hochpreisigen Video- und Filmprodukten. 1999, nachdem der NLE-Markt immer größer wurde, kaufte das Management von Lightworks die Rechte an der Software Tektronix wieder ab, und Lightworks firmierte erneut eigenständig als Lightworks inc. Es folgten Kooperation, Vertrieb und Verkauf unter anderem an Fairlight, jedoch blieben die meisten Nutzer von Lightworks stets weiterhin größtenteils in der „High-End“-Nische der Spielfilmproduktion, weitgehend für Kino – obgleich konstant die Funktionalität für die TV-Produktion erweitert wurde.
2009 wurde Lightworks von der amerikanischen Firma EditShare aufgekauft, die sich auf Produkte zur Vernetzung von Schnittsystemen aller Hersteller für TV wie Kino spezialisiert hat.
Im April 2010 wurde angekündigt, dass die Freigabe von Lightworks als Open Source beabsichtigt sei. Dieses Versprechen wurde nicht eingehalten, Lightworks ist nach wie vor Closedsource, obwohl Editshare das Programm zu Marketingzwecken mitunter als Open Source bewirbt.
Seit April 2010 befand sich Lightworks in der Betatestphase, deren Ende für den 29. November 2010 angesetzt war. In diesem Zeitraum registrierten sich laut Darstellung von Editshare rund 1.700 Entwickler (Firmen und Einzelpersonen) und über 250.000 Anwender. Gegenwärtig steht die stabile Version 2025.1 für Windows, OS X und Linux als Download zur Verfügung.

## Bedienung
Lightworks kann mit Tastatur und Maus bedient werden, professionelle Anwender benutzen oft eine Tastatur mit farbigen Tasten. Die interne Datenbank ist darauf ausgerichtet, dass auch bei extrem großen Projekten ein schnelles und sicheres Arbeiten möglich ist. Für den Einsatz in Arbeitsgruppen wie beispielsweise in TV-Sendern stehen Netzwerk-Lösungen zur Verfügung, die es ermöglichen, auf Bild- und Tonmaterial, Schnitte und Effekte gleichzeitig auch von mehreren Schnittplätzen aus zuzugreifen.
Um Editoren, die Lightworks noch nicht nutzten, schnell effektives Arbeiten zu ermöglichen, kann eine zu Avid oder Final Cut Pro kompatible Tastaturbelegung geladen werden.
Sehr erfolgreiche Editoren, wie Thelma Schoonmaker, die mit Lightworks den Oscar für besten Schnitt gewann und viele von Martin Scorseses Filmen schnitt, oder Chris Gill, zu dessen Schnittarbeiten 28 Weeks Later zählt, stellen immer wieder öffentlich die Vorteile heraus, die sie zum Einsatz von Lightworks bewegt haben.

## Funktionen
Lightworks bietet Editoren eine sehr umfangreiche Funktionalität.

### Schnitt
- Auflösungs-, Format- und Codec-unabhängiger Schnitt
- Bildfrequenzen: 23,976, 24, 25, 29,97, 30, 50, 60 und freie fps, 2D und 3D
- Multikameraschnitt mit beliebig vielen Kameraquellen
- Ton- und Schnittsynchronverwaltung mit Resynchronisierungfunktionen
- Matchframes für Masterclips, Subclips und Subclipmasterclips

### Trimming
- Ripple, Roll, Slip and slide, Lift und ripple, Asymmetrisches Multitrack-Trimming
- JKL-Trimming, auch dynamisch
- Trimmen über Trimfenster und in der Timeline
- Trimmen über Tastatur, Maus, numerisch und Controller
- Lücken finden und schließen

### Film- und Kinofunktionen
Das Bearbeiten von Bildern und Tönen, die mittels digitaler Kinokameras oder mit 35 mm und 70 mm Filmkameras zur Aufführung im Kino aufgezeichnet werden, erfordert sehr spezifische Werkzeuge. Insbesondere im Kopierwerk abgetastete Filmmaterialien und per RAW gedrehte Quellen bedürfen für Datei- und Video-basierenden Schnitt atypische Funktionalität. Da Lightworks traditionell in diesem Segment schwerpunktmäßig genutzt wird, werden hierzu ungewöhnlich umfassende Werkzeuge von der Software geboten, unter anderem:
- Direkter Import von 35-mm-Filmscans (DPX) und REDraw, mit der Unterstützung von 35 mm 3-perf, 35 mm 4-perf, 16 mm-20 und gemischten Filmformaten
- Änderungslisten, Timecode und Keycode, auch in der gleichen Liste
- Frames, Keycode, Ink, Filmdata und Fuß-Anzeige, für Bild und Ton, und deren Anzeige als Video-Overlay
- ALE, FLX, und CSV für EDL, auch 24 fps
- Output Cut-Liste, Change-Liste, Optical-Liste, Pull-Liste, Dupe-Liste, Audio-EDL

### Effekte
Klassische Schnittplätze wurden und werden oft „nur“ zum Schneiden von Inhalten genutzt. Auch heute wird bei vielen Schnittsystemen andere Software hinzugezogen, um Effekte zu erstellen. Jedoch verstärkt sich seit dem Ende der 1990er Jahre der Trend, dass insbesondere für anspruchsvollere Formate, wie beispielsweise Werbung, Spielfilm oder hochwertige Imagefilme, parallel zum Master im Schnitt zusätzlich alle Effekte endgefertigt werden. In diesem Fall wird im Branchenjargon der Film- und TV-Produktion dann typischerweise nicht von „Schnitt“, sondern anstelle dessen von „On-Line“ und „Finishing“ gesprochen. Die Grenzen sind hierbei fließend: Verschiedene Hersteller positionieren ihre Produkte entweder als Schnitt- oder als Finishingsystem, indem sie bei der gleichen Software Funktionalität reduzieren. Als ein typisches Beispiel hierfür sei stellvertretend der Hersteller Avid aufgeführt, der die gleiche Software als Finishingsystem namens „Symphony“ und mit leicht reduzierter Funktionalität „nur“ als Schnittsystem Media Composer vermarktet. Lightworks begann 1989 als pures Schnittsystem und wurde in den 2000ern dann auch im Effektbereich massiv ausgebaut und bietet heute für Effekte zahlreiche Finishing-Funktionen, wie
- Schlüsselbildeditor
- Echtzeiteffekte in SD, HD und 2K
- Kopieren und Einfügen für Effekte und Attribute auf einzelne oder mehrere Clips
- Alphakanal, auch für Blenden
- Transfermodi in der Zeitleiste
- Unterstützung von Plug-ins (unter anderem Adobe)
- Globale und lokale Effekte und Blenden
- Speed Tool für Varispeeds
- Knotenpunkt-basierendes Effekt- und Ebenenwerkzeug
- Bezierkurven, mit editierbaren Pfaden und Kurven
- Umfassende 2D und 3D-DVE
- SafeArea für Positionierung und Titel, auch SD/HD kombiniert

Dedizierte VFX-Systeme, wie Combustion oder Nuke bieten noch mehr Funktionalität als Finishingsysteme wie Avid DS, Autodesk Smoke oder Lightworks, können jedoch nicht in Echtzeit schneiden. Die Finishingsysteme sind darauf ausgerichtet, die typischen Anforderungen möglichst schnell in hoher Güte zu erfüllen, dedizierte VFX-Systeme hingegen sind typischerweise auf maximale Komplexität und Funktionalität ausgerichtet und Echtzeitfähigkeit und Bearbeitungsgeschwindigkeit sind nachrangig.

### Farbkorrektur
Neben den Effekten ist ein weiterer Schritt bei der Herstellung von Mastern die Farbkorrektur, die sowohl technisch wie auch kreativ genutzt wird. Lightworks bietet hierzu die klassischen hochwertigen Funktionen, wie Primäre Echtzeitfarbkorrektur mit Schatten-, Mitten-, Spitzen-Trennung und Sekundäre Echtzeitfarbkorrektur. Alle Finishingsysteme erreichen jedoch nicht ganz die Leistungsfähigkeit dedizierter Digital-Intermediate-Farbkorrektursysteme. Neben zahlreichen Farbfiltern ist für die Herstellung von TV-Sendemastern auch ein spezieller Filter zur Sicherung von sendefähigen Farben und Helligkeiten im Funktionsumfang.

### Werkzeuge und externe Geräte
Um einen Schnittplatz zur Herstellung von technisch korrekten und sendefähigen Mastern zu befähigen, wurden ursprünglich externe Zusatzgeräte benötigt, wie beispielsweise Bildmesstechnik. Viele von diesen werden in jüngerer Zeit durch die gewachsene Leistung der Computertechnik nicht mehr extern, sondern durch die Software selbst intern realisiert. Auch Verbesserungen der Ergonomie und somit der Arbeitsgeschwindigkeit wie beispielsweise im Tonbereich werden zunehmend voll- oder teil-computerisiert betrieben, so bspw. Mischpult und Jog-Shuttle.
- Echtzeit-Vektorskop und Waveformmonitor mit Messtechnikpräzision
- Aussteuerungsanzeigen für alle Kanäle
- Multitrack- und Echtzeit-Mischpult in Soft- und Hardware, mit Bus-Routing, Submixes, Verwaltung mehrerer Mischungen und Automatisierung optionaler externer Mischpulte
- Voice-over für Tonaufnahme mittels Mikrophon direkt in die Timeline
- Optionaler Jog-Shuttle-Hardwarecontroller für den Schnitt

### Ton
- Audio ist teilbildgenau (1/100 Frame)
- Audiomischung in Echtzeit
- je 16 Eingangs- und Ausgangskanäle
- OMF-Unterstützung, mit Pegel und Panorama
- Echtzeit-Tonnormalisierung
- Mischpult auf dem Bildschirm und/oder angeschlossenes externes Mischpult mit Faderautomatisierung
- Schlüsselbildunterstützung mit Zusatzfunktionen wie Schlüsselbildreduktion
- Echtzeit-Tonfilter und Effekte
- Gemischte Bitraten und Samplingfrequenzen auf Zeitleisten
- Aussteuerungsanzeigen für alle Kanäle
- Panorama, Mute und Solo
- Anzeige der Audiowellenformen

### Programm
- Echtzeit-SD-, -HD- und -2K-Playback (benötigt ggf. zusätzliche Hardware von Herstellern wie Blackmagic oder Aja)
- Mehrere Zeitleisten gleichzeitig benutzbar
- Optional unbegrenztes Undo
- Unbegrenzte Bild- und Effektspuren
- Komplette Unicode-Unterstützung
- Kein Laden/Speichern, alle Änderungen werden unmittelbar in der Datenbank gespeichert
- Benutzerdefinierbare Tastaturbelegung und Schnittstellenbelegung, mit Voreinstellungen für Avid- und FCP-Tastaturbelegung

### Medienverwaltung
Für einfache Schnittaufgaben ist die Medienverwaltung eine eher unwichtige Funktionalität. Umso größer, länger und umfassender Schnittprojekte werden, desto wichtiger wird diese jedoch. Da die Wurzeln der Lightworks-Software in der Verwendung für Spielfilmproduktionen liegen, werden von dem System sehr umfassende Datenbank und Medienverwaltungsfunktionen geboten, u. a.
- Medienverwaltung für verschieben, kopieren und konsolidieren von Medien auf Schnitt und Projektbasis
- Umfassende Suche, Sortierung und Manipulation der Projektdatenbank
- Master- und Subclips, auch über mehrere Projekte und Schnitte
- Neuverbinden von Mediendateien
- EDL-Import für Batchcapture und Metadatenaustausch
- Batch-Export
- vernetztes Arbeiten an mehreren Stationen

### Unterstützung externer Programme und Plug-ins
Zur Erstellung von komplexen VFX und Titeln oder schlicht auch zur Arbeitsteilung zwischen mehreren Personen bietet das System Integration respektive Schnittstellen zu externen Programmen (z. B.: BorisFX, After Effects, Digital Fusion).

### Formate und Ein/Ausgabe
In den späten 1980er Jahren gab es vergleichsweise wenig Formate, die zur Herstellung von Schnitten genutzt wurden: typischerweise wurden über 90 % aller Schnitte über das Format BetacamSP oder direkt per Film realisiert. Im Laufe der folgenden 3 Jahrzehnte hingegen entstand eine Vielzahl an unterschiedlichen Formaten, von denen viele obendrein herstellerspezifisch sind. Das Lightworks-System unterstützt viele davon, und auch mittels unterschiedlicher Ein- und Ausgabemethoden (wie Band, Datei, HD-SDI-Schnittstellen). Verfügbar sind beispielsweise
- Uncompressed 10-bit und 8-bit HD und SD (4:2:2 YUV) mit geeigneter Karte, HD-SDI und SDI i/o
- Avid DNxHD (220, 185, 145, 120, 45, 36)
- Apple ProRes (abspielen)
- RED R3D
- Natives DV, inkl. HDV, DV, DVCAM, DVCPRO, DVCPRO 50, und DVCPRO HD, inkl. 1080i 50/60, 1080p 24/25/30, 720p 24/25/30/50/60
- Native AVC-Intra-Wiedergabe für AVC-Intra 100 und 50 bei 1080p 24/25/30, 1080i 50/60, 720p 24/25/30/50/60
- XDCAM (PRO422, EX, HD, Sony und JVC), 50, 25, 18, 35Mbit, und je nach Format 1080p 24/25/30, 1080i 50/60, 720p 24/25/30/50/60
- IMX-Wiedergabe (30, 40, und 50 Mbps)
- Panasonic P2, 1080p 24/25/30, 1080i 50/60 und 720p 24/24N/25/25N/30/50/60/VFR
- Telecine 29,97i to 24p Pulldown-Konvertierung
- 30-fps-/25-fps-Import in 24-fps-Projekte
- Bandsteuerung über RS-422 und RS-232 mit einzelbildgenauem Log, Captures, Insert und Assemble
- FireWire-Gerätesteuerung
- Log und Capture mit Batch, Clip, und direktem Aufzeichnen
- Einzelbildsequenzen können von DPX, BMP, TARGA, JPEG, GIF, PSD, TIFF, DPX, JP2, MacPaint, Photoshop, PICT, QT Image, SGI, und PNG importiert werden
- Broadcast Wave Format Ton mit Drop- und Non-Drop-Frame-Timecode
- Import und Export von QuickTime, AAF, OMF I, OMF II und MDA

## Populäre Filme und Nutzer
Mit Lightworks arbeiten zahlreiche erfolgreiche und populäre Regisseure und Filmeditoren, u. a. Guy Ritchie, Danny Boyle, Miloš Forman, Peter Weir, Quentin Tarantino, Brian De Palma, Joel Schumacher und Gus Van Sant. Dementsprechend wurden in der über 20-jährigen Geschichte von Lightworks zahlreiche populäre Filme auf dem System geschnitten, beispielsweise Shutter Island, The Departed, Der gute Hirte, Bruce Almighty, Per Anhalter durch die Galaxis, Aviator, Bube, Dame, König, grAS, Moulin Rouge, 28 Days Later, Larry Flynt – Die nackte Wahrheit, Pleasantville, William Shakespeares Romeo + Julia, Die Truman Show, Pulp Fiction, Mrs. Doubtfire – Das stachelige Kindermädchen, Gangs of New York, Notting Hill, Braveheart, Batman Forever, Good Will Hunting, Der Pferdeflüsterer, Mission: Impossible, The King’s Speech oder GoodFellas.

## Alternativen
- Avid DS, Symphony und Media Composer von Avid
- Premiere von Adobe
- Edius von Grass Valley (Technicolor)
- Final Cut Pro von Apple
- Smoke von Autodesk
- Vegas Pro von Magix
- Cinelerra-GG Infinity (Linux, open source)
- Der VSE (Video Sequence Editor) von Blender
- DaVinci Resolve von Blackmagic Design